# Trstenjak ševar
Trstenjak ševar ili trstenjak istočnjak (lat. Acrocephalus paludicola) je ptica pjevica iz roda Acrocephalus. Živi u istočnoj Europi i zapadnoj Aziji. Selica je, zimuje u zapadnoj Africi. Stanište joj je područje vodene vegetacije visoke do 30 cm. Ugrožena je vrsta.

## Izgled
Ova ptica je srednje veličine. Naraste oko 13 cm, a težina joj varira od 10 do 14 grama. Raspon krila joj je 19 cm. Perje joj je boje pijeska, a leđa su joj prošarana tamnosmeđim prugama. Na gornjem dijelu tijela se nalaze bijelkasti tragovi. Čelo joj je spljošteno, kao i kljun, koji je također i jako snažan. Mužjaci i ženke se ne razlikuju mnogo, samo su ženke manje izražajne. Kao i većina trstenjaka, kukcojed je, ali se hrani i mladim bobicama. Pjesma joj je brza i živahna, a glavna joj je fraza ja-ja-ja. 

## Razmnožavanje
Jaja trstenjaka ševara su dimenzija 16x12 mm. Sredinom svibnja u gnijezdo ih se polaže 5-6. Jaja inkubiraju oko dva tjedna. Ženka vodi brigu o mladima 18 dana, kada oni napuštaju gnijezdo i postaju samostalni. Mužjaci i ženke nisu monogamni, imaju potomke s više različitih partnera. Izvan sezone parenja se ponaša vrlo stidljivo i nenametljivo. 